# Чернопромзинское сельское поселение
Чернопромзинское се́льское поселе́ние — упразднённое муниципальное образование в Большеберезниковском районе Мордовии Российской Федерации.
Административный центр — село Чёрная Промза.

## История
Статус и границы сельского поселения установлены Законом Республики Мордовия от 1 декабря 2004 года № 95-З «Об установлении границ муниципальных образований Большеберезниковского муниципального района, Большеберезниковского муниципального района и наделении их статусом сельского поселения и муниципального района».
Законом от 17 мая 2018 года N 36-З Чернопромзинское сельское поселение и сельсовет были упразднены, а входившие в их состав населённые пункты были включены в состав Паракинского сельского поселения и сельсовета с административным центром в селе Паракино.

## Население
| 2002 | 2010 | 2012 | 2013 | 2014 | 2015 | 2016 |
| ---- | ---- | ---- | ---- | ---- | ---- | ---- |
| 265  | ↘201 | ↘183 | ↘170 | ↘166 | ↗169 | ↘160 |
| 2017 | 2018 |      |      |      |      |      |
| ↘156 | ↘143 |      |      |      |      |      |

## Состав сельского поселения
| № | Населённый пункт | Тип населённого пункта       | Население |
| - | ---------------- | ---------------------------- | --------- |
| 1 | Красная Поляна   | посёлок                      | ↘3        |
| 2 | Чёрная Промза    | село, административный центр | ↘198      |